# نصب كورمانجازي
نصب كورمانجازي التذكاري (بالروسية: Памятник Курмангазы Сагырбаеву) هو نصب تذكاري للموسيقار الشعبي الكازاخستاني كورمانجازي ساغيرباييف، يقع في أستراخان عند تقاطع شارعي سوفيتسكايا وكالينين.

## تاريخ
تم فتح النصب التذكاري في 13 ديسمبر 2008. مؤلفا النصب التذكاري هما النحاتان إيدج رخمانوف (Едиге Рахманов) وتوكتاربيك راخيف (Токтарбек Рахиев).